# Alfred C. Gimson
Alfred Charles « Gim » Gimson (/ˈɡɪmsən/), né le 7 juin 1917 et mort le 22 avril 1985, est un phonéticien britannique.
Gimson a fait ses études à l'Emanuel School de Londres et à l'University College de Londres, où il est devenu professeur de phonétique en 1966 et, en 1971, directeur du département de phonétique et de linguistique.
Il a été élève et collègue de Daniel Jones et est connu pour avoir mis à jour et étendu la description de Jones de la prononciation standard de l'anglais britannique (Received Pronunciation, ou RP). Grâce à son Introduction to the Pronunciation of English, publiée pour la première fois en 1962, Gimson est devenu une autorité en matière de phonétique de la RP. Il a succédé à Jones comme rédacteur en chef de la 14e édition de l'English Pronouncing Dictionary, apportant des changements importants à son contenu et à sa présentation.
Il était connu par des générations d'étudiants et de collègues simplement sous le nom de « Gim ».

## Œuvres
- Arnold, G.F. & Gimson, A.C (1965). English Pronunciation Practice. Londres : University of London Press
- Gimson, A.C (1962). Introduction to the Pronunciation of English. London: Arnold. Fourth edition (1989) revised by Ramsaran, S.; sixth edition (2001) revised by Cruttenden, A.
- Gimson, A.C (1975). A Practical Course of English Pronunciation: A Perceptual Approach. London: Arnold[3]
- Gimson, A.C (ed.) (1977). English Pronouncing Dictionary. London: Dent